# Antonia Niedermaier
Antonia Niedermaier   (Rosenheim, 20 de febrer de 2003) és una ciclista professional alemanya de carretera. Competeix amb el Canyon-SRAM Racing, equip de la màxima categoria mundial.

## Palmarès de carretera
- 2021
  - 3a al Campionat del món juvenil UCI de contrarellotge
  - 2a al Campionats d'Europa juvenil de ciclisme en contrarellotge

- 2022
  - 1a al Tour de l'Ardecha i vencedora de dues etapes

- 2023
  -  Campiona del Món de ciclisme en contrarellotge sub-23
  -  Campiona d'Alemanya en contrarellotge sub-23
  - Vencedora d'una etapa al Giro d'Itàlia

- 2024
  -  Campiona del Món de ciclisme en contrarellotge sub-23
- 2025
  -  Campiona d'Alemanya en contrarellotge

### Resultats a les Grans voltes

#### Giro d'Itàlia
- 2023: abandona a la 6a etapa. Vencedora de la 5a etapa
- 2024: 6a posició
- 2025. 5a posició.  Vencedora de la classificació de les joves.

#### Volta a Espanya
- 2024: 11a posició